# Zeißighaus

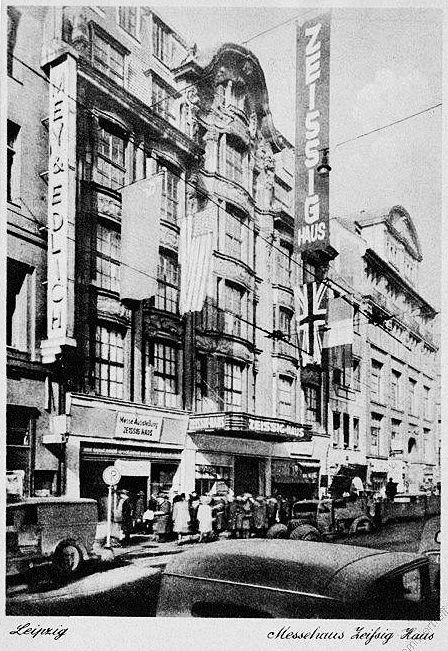
Zeißighaus (1943)

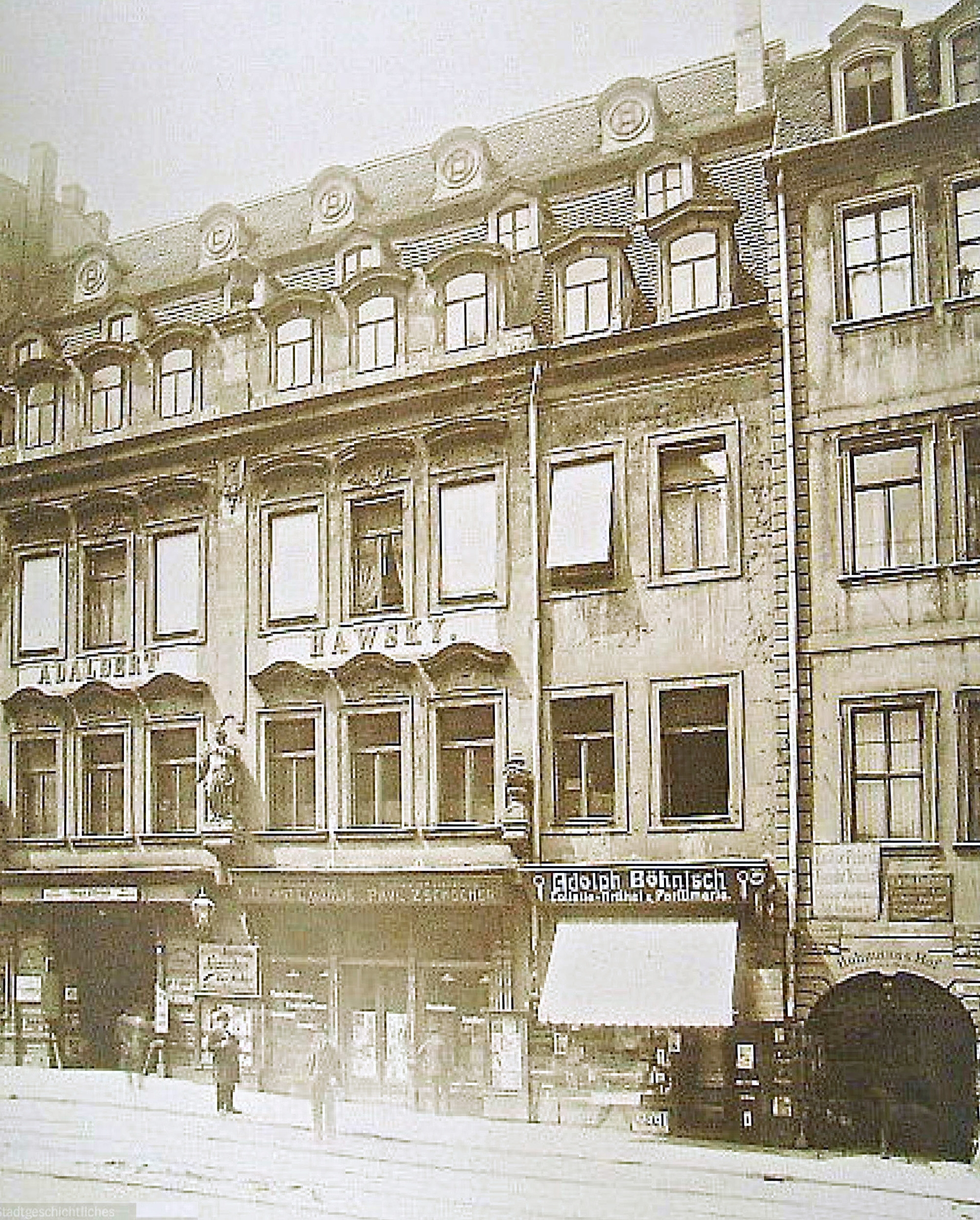
Vorgängerbau (um 1900)

Das Zeißighaus war ein Messehaus in der Leipziger Innenstadt mit der Adresse Neumarkt 18.

## Geschichte
Im Jahr 1905 erwarb der Leipziger Architekt Julius Zeißig (1855–1930) von den Erben des Spielzeughändlers Adalbert Hawsky das 1737 errichtete Haus mit Grundstück am Neumarkt. Er ließ das Gebäude abreißen und errichtete 1906/1907 ein Geschäftshaus, das bis auf das Erdgeschoss zu Messezwecken genutzt wurde und das er Meßpalast Zeißighaus nannte. Ab 1909 hieß es nur noch Zeißighaus.
Im Erdgeschoss waren verschiedene Einzelhandelseinrichtungen vertreten. Ebenfalls im Erdgeschoss, möglicherweise im Hofbereich, wurde am 11. Januar 1908 ein Filmtheater eröffnet, das den Namen Casino-Cinephon-Theater trug. Es besaß 300 Plätze und nur einen Projektor. Die letzte Vorstellung fand am 21. Februar 1913 statt. Am Folgetag eröffneten schräg gegenüber im Dresdner Hof die Casino-Lichtspiele.
Ab 1919 werden in den Leipziger Adressbüchern als Eigentümer des Zeißighauses der jüdische Rauchwarenhändler Chaim Eitingon (1857–1932) bzw. seine Erben angegeben und ab 1941 der Kaufmann Paul Schmutzler, Besitzer von Specks Hof.
Das Zeißighaus wurde im Zweiten Weltkrieg teilweise zerstört und 1949/1950 bei der Errichtung des Messehauses Messehof zusammen mit dem benachbarten Hohmanns Hof einbezogen.

## Gestalt
Das Zeißighaus war ein sechsgeschossiges Geschäftshaus mit einer Fassade im Stil des Neobarock mit fünf Fensterachsen. Über dem einfach gehaltenen Erdgeschoss mit Ladenräumen erhoben sich drei stark gegliederte Etagen mit separat gefassten Fenstern und geschmückten und gewölbten Fenstersockeln. Über dem breiten Hauptgesims folgten noch zwei voll ausgebaute Etagen im Mansarddach. Die Mittelachse der Hauptetagen trat erkerartig leicht hervor, unterbrach das Hauptgesims und war mit einem reich verzierten Bogengiebel bekrönt.